# Mortification
Mortification – australijski zespół wykonujący death i thrash metal. Został założony w Melbourne w 1990 po rozpadzie grupy Light Force. Teksty utworów zespołu dotyczą zagadnień związanych z chrześcijaństwem oraz walki ze złem.

## Członkowie

### Obecni
- Steve Rowe - śpiew, gitara basowa (1990-obecnie)
- Lincoln Bowen gitara (1996-2001, 2011-obecnie)
- Andrew Esnouf - perkusja (2011-obecnie)

### Byli członkowie
- Jayson Sherlock - perkusja (1990-1993)
- Cameron Hall gitara (1990)
- Michael Carlisle - gitara(1991-1994)
- Phil Curlis-Gibson - perkusja(1994)
- George Ochoa - gitara (1994-1996)
- Bill Rice - perkusja (1995)
- Josh Rivero - gitara (1995)
- Dave Kellogg - gitara (1995)
- Jason Campbell - gitara, śpiew (1995)
- Keith Bannister - perkusja (1996-1999)
- Adam Zaffarese - perkusja (2000-2003, 2008-2010)
- Jeff Lewis - gitara (2002)
- Michael Jelinic - gitara (2002-2010)
- Mike Forsberg - perkusja (2003-2005)
- Damien Percy - perkusja (2005-2008)
- Dave Kilgallon - perkusja (2008)
- Troy Dixon - gitara (2011)[1]

## Dyskografia

### Albumy studyjne
- Mortification (1991)
- Scrolls of the Megilloth (1992)
- Post Momentary Affliction (1993)
- Blood World (1994)
- Primitive Rhythm Machine (1995)
- EnVision EvAngelene (1996)
- Triumph of Mercy (1998)
- Hammer of God (1999)
- The Silver Cord Is Severed (2001)
- Relentless (2002)
- Brain Cleaner (2004)
- Erasing the Goblin (2006)
- The Evil Addiction Destroying Machine (2009)

### Minialbumy
- Scribe of the Pentateuch (2012)

### Albumy koncertowe
- Live Planetarium	Live album (1993)
- Live Without Fear	Live album (1996)
- Noah Sat Down and Listened to the Mortification Live E.P. While Having a Coffee (1996)
- 10 Years Live Not Dead	Live album (2000)
- Live Humanitarian	Live album (2007)

### Kompilacje
- Break the Curse (1994)
- The Best of Five Years (1996)
- Scrolls of the Megilloth / Post Momentary Affliction (1996)
- Mortification / Scrolls of the Megilloth (1998)
- Break the Curse 1990/The Silver Chord Is Severed (2001)
- Power, Pain & Passion (2002)
- Break The Curse 20th-Anniversary Expanded Edition (2010)
- Twenty Years in the Underground (2010)

### Albumy wideo
- Metal Missionaries (1991, VHS)
- Grind Planets (1994, VHS)
- The History of Mortification (1994, VHS)
- Envideon (1996, VHS)
- Conquer the World (2001, DVD)
- Grind Planets (2005, DVD)
- Live Planetarium (2006, DVD)
- Live Humanitarian (2008)

### Bootlegi
- Australia Live (1992)
- Distarnished Priest (1995)
- Live Planetarium 2 (1995
- Conquer the Stump (2003)
- Total Thrashing Death (2004)

### Pozostałe
- Scrolls of the Megilloth (1992, singiel)
- Nuclear Blast Promo EP II (1993, split)
- Break the Curse 1990 (1994, demo)[2][3]